# Campsicnemus
Campsicnemus là một chi ruồi trong họ Dolichopodidae.

## Loài
- C. aeptus Hardy & Kohn, 1964 [1]
- C. alpinus (Haliday, 1833)
- C. armatus (Zetterstedt, 1849)
- C. bryophilus (Adachi, 1954) [1]
- C. compeditus Loew, 1857
- C. curvipes (Fallén, 1823)
- C. dasycnemus Loew, 1857
- C. haleakalaae (Zimmerman) 1938 [1]
- C. loripes (Haliday, 1832)
- C. magius (Loew, 1845)
- C. marginatus Loew, 1857
- C. picticornis (Zetterstedt, 1843)
- C. pumilio (Zetterstedt, 1843)
- C. pusillus (Meigen, 1824)
- C. scambus (Fallén, 1823)
- C. umbripennis Loew, 1856